# Carl Larsson Kämpe

Kämpe als Hofmeister des Johann David af Sandeberg 1779 in Göttingen (Silhouetten-Sammlung Schubert)

Carl Larsson Kämpe (* 1738 in Nårunga, Schweden; † 1816 in Kaflås bei Tidaholm, Schweden) war ein schwedischer Philosoph, Bibliothekar und schwedisch königlicher Kanzleirat.

## Leben
Kämpe studierte 1756–64 Philosophie an der Universität Uppsala und schloss mit dem Magister ab. 1768 trat er in die Dienste der Königlichen Bibliothek zu Stockholm (Kungliga biblioteket). Er erhielt 1782 den Titel eines Königlichen Sekretärs, wurde 1799 Expeditionssekretär des schwedischen Außenministeriums und 1809 Kanzleirat. Kulturgeschichtlich bedeutsam wurde er als Reisebegleiter einer Vielzahl von Abkömmlingen schwedischer Adelsfamilien auf deren Grand Tour durch Kontinentaleuropa, die er auch während ihrer Studien an Universitäten wie der in Göttingen betreute. Zu seinen Zöglingen gehörten Mitglieder der schwedischen Adelsfamilien Bonde, Hildebrand, Löwenhielm, Piper, Ramel und af Sandeberg. Während dieser Reisen knüpfte er Kontakte zu zahlreichen herausragenden Personen des Geisteslebens und der Politik, aber auch zu Studenten und Beamten seiner Zeit, die in seinen beiden erhaltenen Stammbüchern verzeichnet sind. Die beiden Stammbücher werden heute in der Stifts- och Landsbibliotek in Skara verwahrt. Sie haben eine Laufzeit beginnend mit dem ersten Eintrag am 9. Juni 1774 in Lübeck bis zur letzten Eintragung durch den dänischen Bibliothekar Rasmus Nyerup am 28. Juni 1810. Dazwischen liegen über 500 Einträge von Einträgern in Belgien, Deutschland, Frankreich, Großbritannien, Italien, den Niederlanden und aus Skandinavien. Seine Stammbücher gehören damit zu den herausragenden Stammbüchern in Schweden und stellen auch über Schweden hinaus eine bemerkenswerte Sammlung von Autographen der zweiten Hälfte des 18. Jahrhunderts dar.
Als vertrauter Ratgeber des Reichsmarschalls Hans Henrik von Essen wurde er im Familienbegräbnis der Familie von Essen in Hömbs kyrka in Hömbs bei Tidaholm bestattet.

## Schriften
- Gemeinsam mit Lars Halenius: Dissertatio academica, sistens specimen eloquentiæ Ulysseæ, ex Homero erutum. 1762